# 田屋右馬助
田屋 右馬助（たや うまのすけ、生没年不詳）は、戦国時代から江戸時代初期にかけての武将。

## 略歴
大坂の陣では塙団右衛門組に所属し、本町橋の夜戦に参加。樫井の戦いで団右衛門が戦死したため右馬助が後方へ退かせた。大坂城落城後は菊之助と改名し、徳川頼宣に仕えた。